# Fiľakovské Kováče
Fiľakovské Kováče, do roku 1927 slovensky Kováčovce (maďarsky Fülekkovácsi) je obec v okrese Lučenec na jižním Slovensku.

## Historie
Místo bylo poprvé písemně zmíněno v roce 1246 jako Cuach a patřilo k panství hradu Fiľakovo. V roce 1546 byla obec zpustošena Turky a znovu osídlena byla v 17. století. V roce 1828 zde bylo 37 domů a 325 obyvatel zaměstnaných v zemědělství. Do roku 1918 bylo součástí Uherska. V letech 1938 až 1944 bylo kvůli první vídeňské arbitráži součástí Maďarska. Při sčítání lidu v roce 2011 žilo ve Fiľakovských Kováčích 908 obyvatel, z toho 421 Maďarů, 368 Slováků, 76 Romů a tři Češi. 40 obyvatel nepodalo žádné informace.

## Církevní stavby
- Římskokatolický kostel sv. Ladislava z roku 1899
- Barokní kaple z 18. století